# Bertil Fox
Bertil Fox (* 5. Januar 1951) ist ein ehemaliger Bodybuilder und verurteilter Mörder. Am 4. August 2022 wurde er von Generalgouverneur von St. Kitts und Nevis für dieses Verbrechen begnadigt.

## Biographie
Bertil Fox wurde am 5. Januar 1951 auf der östlichen Karibikinsel St. Kitts geboren und emigrierte im Alter von einem Jahr mit seiner Familie nach London, England. Später zog er nach Northampton. Über 40 Jahre kehrte er nicht nach St. Kitts zurück und betonte oft: „Ich bin zu 100 % Brite. Ich denke, handle und spreche wie ein Engländer, nicht wie jemand aus der Westindischen Region.“
Auf Anraten eines Cousins begann Fox mit dem Bodybuilding und gewann 1969 im Alter von 18 Jahren den Junioren Mr. Britain. Er gewann fast jeden bedeutenden Bodybuilding-Wettbewerb außerhalb der IFBB, darunter den AAU Mr. World 1976, den Amateur NABBA Mr. Universe 1977 und den professionellen NABBA Mr. Universe 1978 und 1979. Bevor er Profi wurde, arbeitete Fox als Zugführer bei der London Underground. Joe Weider sponserte Fox’s Umzug nach Los Angeles im Jahr 1981, und er nahm in den nächsten 13 Jahren an IFBB-Wettbewerben teil. Bill Reynolds, damaliger Chefredakteur des Flex Magazins, gab Fox den Spitznamen „Brutal Bertil“ für sein intensives und extrem schweres Training.
Fox belegte den zweiten Platz in zwei IFBB-Wettbewerben - dem Night of Champions 1982 und dem Swiss Grand Prix 1983 (vor Lee Haney). Er belegte den fünften Platz beim Mr. Olympia 1983 (sein zweiter von insgesamt fünf Auftritten beim Mr. Olympia). Von 1984 bis 1994 nahm er an 12 IFBB-Wettbewerben teil. Nach seinem Rückzug von der Bühne kehrte er im Sommer 1995 erstmals seit 1952 nach St. Kitts zurück, um das Fox’s Gym zu eröffnen.

## Mordverurteilung
Am 30. September 1997 wurden in St. Kitts und Nevis die 20-jährige Schönheitskönigin Leyoca Browne und ihre Mutter, die 36-jährige Violet Browne, von Fox, damals 46 Jahre alt, erschossen. Fox, der zuvor mit Leyoca verlobt war, wurde festgenommen und des Mordes angeklagt. Am 22. Mai 1998 wurde Fox wegen Mordes an den beiden Frauen verurteilt. Ursprünglich wurde er zum Tod durch den Strang verurteilt, aber nach einer Berufung beim Judicial Committee of the Privy Council wurde seine Strafe auf lebenslange Haft umgewandelt. Am 4. August 2022 wurde Fox nach 25 Jahren Haft vom Generalgouverneur von St. Kitts und Nevis begnadigt und lebt nun als freier Mann im Vereinigten Königreich.

## Wichtigste Titel
(Quelle: )
- IFBB Mr. Olympia Platziert (1983–1984)
- IFBB Night of Champions (1983)
- IFBB Grand Prix England (1983, 1986)
- IFBB Grand Prix Las Vegas (1983)
- IFBB Grand Prix Sweden (1983)
- IFBB Grand Prix Switzerland (1983)
- IFBB Grand Prix Belgium (1984)
- IFBB Grand Prix Germany (1984)
- IFBB Grand Prix Holland (1984)
- IFBB Grand Prix Italy (1984)
- IFBB Grand Prix World (1984)
- IFBB Grand Prix Canada (1986)
- IFBB Grand Prix US Pro (1986)
- IFBB Grand Prix France (1988)